# Нижньотуринський міський округ
Нижньотури́нський міський округ (рос. Нижнетуринский городской округ) — адміністративна одиниця Свердловської області Російської Федерації.
Адміністративний центр — місто Нижня Тура.

## Населення
Населення міського округу становить 25547 осіб (2018; 28000 у 2010, 31256 у 2002).

## Склад
До складу міського округу входять 23 населених пункти:
| Населений пункт         | Населення, осіб (2002) | Населення, осіб (2010) |
| ----------------------- | ---------------------- | ---------------------- |
| Артільний, селище       | 20                     | 12                     |
| Болтове, селище         | 0                      | -                      |
| Борисовський, селище    | 11                     | 1                      |
| Велика Вия, селище      | 214                    | 221                    |
| Велика Іменна, присілок | 138                    | 151                    |
| Верх-Іс, селище         | 27                     | 25                     |
| Глибока, селище         | 30                     | 20                     |
| Граневе, селище         | 8                      | 1                      |
| Єрмаковський, селище    | 0                      | 0                      |
| Іс, селище              | 4808                   | 4229                   |
| Косья, селище           | 512                    | 325                    |
| Лабазка, селище         | 25                     | 5                      |
| Мала Вия, селище        | 0                      | 3                      |
| Мала Іменна, присілок   | 55                     | 44                     |
| Маломальський, селище   | 0                      | 5                      |
| Нижня Тура, місто       | 24247                  | 22006                  |
| Нова Тура, присілок     | 179                    | 87                     |
| Платина, селище         | 275                    | 244                    |
| Покап, селище           | 9                      | 3                      |
| Сигнальний, селище      | 694                    | 616                    |
| Талісман, селище        | 3                      | 2                      |
| Чорничний, селище       | 0                      | 0                      |
| Шуркіно, селище         | 1                      | 0                      |

27 лютого 2007 року було ліквідовано селище Болтове.

## Найбільші населені пункти
| № | Населений пункт | Населення, осіб (2002) | Населення, осіб (2010) |
| - | --------------- | ---------------------- | ---------------------- |
| 1 | Нижня Тура      | 24 247                 | 22 006                 |
| 2 | Іс              | 4 808                  | 4 229                  |